# 와타나베 오사무 (레슬링 선수)
와타나베 오사무(일본어: 渡辺 長武, わたなべ おさむ, 1940년 10월 21일~)는 일본의 레슬링 선수이다. 1964년 하계 올림픽 자유형 페더급에서 금메달을 획득했다.